# Kanálová ulička
Kanálová ulička je neoficiální název, jinak bezejmenné, vnitroblokové spojnice mezi Širokou a Pražskou ulicí v Liberci. Přezdívaná je tak pro množství kanálových poklopů – k  březnu 2024 jich tam bylo zhruba 100, funkční jsou však pouze čtyři.

## Historie
Za vznikem sbírky kanálových poklopů stojí Tomáš Hasil, který má v tomto místě sídlo firmy. Na počátku ho „nadchl kanálový poklop s libereckým znakem, který nám vodárenská společnost usadila do uličky”. Při cestách po republice si začal všímat, „jak tento zdánlivě nezajímavý objekt doplňuje ráz veřejného prostoru”.
V roce 2002 vznikl nápad na kanálovou uličku. Tomáš Hasil stál také za vznikem projektu „Civilizace” – nejprve sám, později spolek G300 (ten vznikl v roce 2006) oslovuje jednotlivá města v Česku i v zahraničí k darování kanálového poklopu do projektu. Poklopy se poté v uličce zadlažďují, Hasil se s majiteli jednotlivých částí chodníku domluvit a získat k tomu jejich souhlas.
Na webových stránkách civilizace.info, které Hasil založil, je mimo jiného fotogalerie od přispěvatelů, která je „světovým atlasem kanálových poklopů”.